# Campionati svizzeri di ski cross 2020
I Campionati svizzeri di ski cross 2020 si sono svolti a Crans Montana il 7 marzo. Il programma ha incluso sia la gara femminile che la gara maschile. 
Trattandosi di competizioni valide anche ai fini del punteggio FIS, vi hanno partecipato anche sciatori di altre federazioni, senza che questo consentisse loro di concorrere al titolo nazionale svedese.

## Risultati

### Uomini
| Pos. | Atleta         | Nazione  |
| ---- | -------------- | -------- |
| 1    | Ryan Regez     | Svizzera |
| 2    | Joos Berry     | Svizzera |
| 3    | Armin Niederer | Svizzera |
| 4    | Yanick Gunsch  | Italia   |

### Donne
| Pos. | Atleta                | Nazione   |
| ---- | --------------------- | --------- |
| 1    | Lucrezia Fantelli     | Italia    |
| 2    | Tatjana Meklau        | Austria   |
| 3    | Diana Cholenska       | Rep. Ceca |
| 4    | Melina Robl           | Germania  |
| 5    | Saskja Lack           | Svizzera  |
| 6    | Talina Gantenbein     | Svizzera  |
| 7    | Marie Karoline Krista | Svizzera  |